# Copacabana (boîte de nuit)
Pour les articles homonymes, voir Copacabana (homonymie).
Le Copacabana, souvent désigné comme le Copa, est une boîte de nuit de New York, aux États-Unis. Située à Manhattan à proximité de l'angle de la 8e Avenue avec la 47e Rue, elle a ouvert le 10 novembre 1940.
De nombreux artistes, dont Danny Thomas, Pat Cooper et le duo Martin and Lewis, ont fait leurs débuts à New York au Copacabana. La chanson Copacabana (At the Copa) (1978) de Barry Manilow est nommée d'après la boîte de nuit et elle en est le sujet.
Le Copa a été utilisé comme un décor dans plusieurs films dont Les Affranchis (1990), Raging Bull (1980), Tootsie (1982), L'Impasse (1993), French Connection (1971), Martin and Lewis (2002) et Beyond the Sea (2004), ainsi que plusieurs pièces de théâtre dont Copacabana (2006) de Barry Manilow et  Copacabana (1947) avec Groucho Marx et Carmen Miranda.